# Rogue One: A Star Wars Story (soundtrack)
Rogue One: A Star Wars Story is de soundtrack van de film Rogue One: A Star Wars Story. Het album werd gecomponeerd door Michael Giacchino met originele Star Wars Themes van John Williams. Het werd gelijktijdig met de film op 16 december 2016 uitgebracht door Walt Disney Records.
Oorspronkelijk zou Alexandre Desplat de muziek componeren. In september 2016 werd bekendgemaakt dat hij werd vervangen door Michael Giacchino omdat na reshoots het filmschema van de postproductie veranderde en Desplat niet langer beschikbaar was. Giacchino die eerder ook al met thema's van Williams werkte aan de film Jurassic World had slechts vierenhalve week de tijd om de muziek te componeren voor de film en begon vrijwel direct na het beëindigen van de productie van Doctor Strange. In de muziek van Giacchino zit onder andere de thema's "Main Title" en "The Imperial March" die uit vorige films komen.
Op 24 december 2016 kwam het album binnen in de Vlaamse Ultratop 200 Albums op plaats 74.

## Tracklijst
1. "He's Here For Us" - 3:22
2. "A Long Ride Ahead" - 3:57
3. "Wobani Imperial Labor Camp" - 0:57
4. "Trust Goes Both Ways" - 2:47
5. "When Has Become Now" - 2:01
6. "Jedha Arrival" - 2:50
7. "Jedha City Ambush" - 2:21
8. "Star-Dust" - 3:49
9. "Confrontion On Eadu" - 8:07
10. "Krennic's Aspirations" - 4:18
11. "Rebellions Are Built On Hope" - 2:57
12. "Rogue One" - 2:06
13. "Cargo Shuttle SW-0608" - 4:01
14. "Scrambling The Rebel Fleet" - 1:34
15. "AT-ACT Assault" - 2:56
16. "The Master Switch" - 4:04
17. "Your Father Would Be Proud" - 4:4:53
18. "Hope" - 1:40
19. "Jyn Erso & Hope Suite" - 5:53
20. "The Imperial Suite" - 2:31
21. "Guardians Of The Whills Suite" - 2:52